# Stephanollona serrata
Stephanollona serrata is een mosdiertjessoort uit de familie van de Phidoloporidae. De wetenschappelijke naam van de soort is voor het eerst geldig gepubliceerd in 1912 door Osburn.